# Ventura Porfírio
António Ventura Porfírio (Castelo de Vide, 26 de agosto de 1908 — Portalegre, 8 de janeiro de 1998) foi um pintor português.

## Biografia / Obra
Filho mais velho de Rosa Ventura Porfírio e José Luis Porfírio, a obra de Ventura Porfírio reparte-se pela pintura, desenho, museologia (conservação/restauro), jardinagem. Na primeira metade da década de 1920 frequenta diversas instituições de ensino: Escola Industrial Fradesso da Silveira em Portalegre (1918-20); Escola Industrial de Leiria e atelier de Desenho de Arquitectura de Korrodi (1922-23); Escola de Belas-Artes de Lisboa (1919-21 e 1923-24). A morte inesperada do pai leva-o à interrupção dos estudos.
Recebe uma bolsa do Grémio de Ação Municipal de Castelo de Vide e entra para o 2º ano da Escola de Belas-Artes do Porto em 1926. Contacta com escritores como Alberto Serpa, José Régio e Adolfo Casais Monteiro. Tem colaboração na revista Princípio  (1930) dirigida pelo último. O estímulo e rivalidade de colegas como Dominguez Alvarez e o companheirismo e amizade de toda a vida com Augusto Gomes, Abel de Moura ou Basto Fabião serão decisivos na sua formação. Participa na formação e nas ações do grupo Mais Além.
Em 1935 casa-se com Maria Benedita Serrano Gordo e em 1943 nasce o seu filho José Luís Porfírio. Entre 1935 e 1937 é bolseiro do Instituto de Alta Cultura, estudando em Madrid, Paris e Bruxelas. Em 1938 assume o cargo de Conservador do Palácio Nacional de Queluz, que desempenha até à sua reforma por motivo de doença em 1973. Em 1956 obtém a 2ª medalha no Salão de Primavera da Sociedade Nacional de Belas Artes com um Auto-Retrato; em 1958 a obra Poeta de Deus e do Diabo, retrato de José Régio, marca um importante ponto de viragem na sua produção. Em 1959 inicia experiências de desenho abstrato, em diferentes formatos e técnicas que vão prolongar-se até 1976.
Entre 1983 e 1989 – com um interrupção em 1986 devido a problemas de saúde –, faz uma intervenção de fundo no Salão Nobre dos Paços do Concelho de Castelo de Vide, destinado aos atos públicos mais importantes do Município. A sua intervenção engloba trabalhos de arquitetura, artes decorativas e pintura mural.
Morre a 8 de Janeiro de 1998 no hospital de Portalegre.
Por proposta da Câmara Municipal de Castelo de Vide, a  Casa e Jardim do Pintor Ventura Porfírio foi classificada em 2003 pelo IGESPAR como de Imóvel de Interesse Municipal.

## Exposições individuais póstumas
- 2001-2002 | Ventura Porfírio - 1908-1998, exposição Antológica, Centro Municipal de Cultura de Castelo de Vide e Paços do Concelho de Castelo de Vide.
- 2002 | Exposição Antológica, Museu Nacional de Évora.
- 2002 | Ventura Porfírio - 60 Anos de Desenho, Galeria do Palácio-Câmara Municipal do Porto.